# Scott Higginbotham
Scott Higginbotham (ur. 5 września 1986 w Perth) – australijski rugbysta grający w trzeciej linii młyna w zespole Melbourne Rebels oraz w reprezentacji narodowej. Zwycięzca Super Rugby i Pucharu Trzech Narodów w sezonie 2011 oraz zdobywca brązowego medalu podczas Pucharu Świata w Rugby 2011.

## Kariera klubowa
Uczęszczał do The Southport School, gdzie występował w pierwszej drużynie piłki nożnej oraz rezerwach zespołu rugby. Treningi rugby podjął w klasie ósmej, za namową ojca – dawniej aktywnego zawodnika rozgrywek w Queensland – kontynuował je po zakończeniu szkoły w zespołach juniorskich Gold Coast Breakers. Występował następnie w seniorskiej drużynie Wests i w 2007 roku został wybrany najlepszym graczem zespołu.
Został członkiem Akademii Reds w sezonach 2007 i 2008, w pierwszym z nich zostając uznany za jej najlepszego zawodnika. W lecie 2007 roku zagrał natomiast w siedmiu spotkaniach zespołu Ballymore Tornadoes w jedynym rozegranym sezonie rozgrywek Australian Rugby Championship.
Po raz pierwszy w stanowych barwach zagrał w 2006 roku w nieoficjalnym spotkaniu z japońskim klubem NEC Green Rockets, zaś dzięki dobrej formie w kadrze rugby 7 w rozgrywkach Super 14 zadebiutował w sezonie 2008 przeciwko Bulls, pod jego koniec otrzymując zawodowy kontrakt na następne dwa lata. W sezonach 2009–2011 zagrał we wszystkich meczach swojej drużyny i plasował się w czołówce zawodników walczących o Medal Pileckiego, zaś największym sukcesem zespołu był triumf w rozgrywkach Super Rugby w sezonie 2011. W roku 2012 rozegrał swój pięćdziesiąty mecz w barwach Reds, zaś w całym sezonie opuścił tylko jedno spotkanie. Uważany był za faworyta do nagrody dla najlepszego australijskiego gracza tych rozgrywek, jednym punktem wyprzedził go jednak Will Genia
W maju 2012 roku podpisał z Melbourne Rebels dwuletni kontrakt, który był następnie przedłużany. Już w pierwszym sezonie gry został wybrany przez samych zawodników najlepszym graczem drużyny, pełnił też rolę kapitana pod nieobecność Garetha Delve'a, którą objął na stałe w następnym roku. Jego przyłożenie w trzeciej rundzie sezonu 2014 zostało wybrane najlepszym tych rozgrywek Super Rugby. W okresie gry dla Rebels związany był z Harlequin Club.
W inauguracyjnej edycji National Rugby Championship został przydzielony do zespołu Melbourne Rising, nie zagrał jednak w żadnym spotkaniu z uwagi na obowiązki w kadrze.
Na początku stycznia 2015 roku ogłosił, iż po Pucharze Świata przejdzie do japońskiego klubu.

## Kariera reprezentacyjna
W 2005 roku reprezentował stan w kadrze U-19.
W 2007 roku znalazł się na zgrupowaniu kadry rugby siedmioosobowego, a następnie w składzie na sześć turniejów IRB Sevens World Series sezonu 2007/2008: w Dubaju i George, Wellington i San Diego oraz Londynie i Edynburgu.
Przełomowy dla jego kariery reprezentacyjnej okazał się rok 2010. Robbie Deans wykazał zainteresowanie zawodnikiem i choć z uwagi na kontuzję nie był brany pod uwagę przy czerwcowych spotkaniach, znalazł się w składzie na Puchar Trzech Narodów 2010. Nie zagrał jednak w żadnym meczu, bowiem jego zaplanowany na Loftus Versfeld Stadium debiut nie odbył się z powodu urazu doznanego na rozgrzewce. Wyjechał następnie z kadrą do Europy, gdzie po występach w towarzystkich spotkaniach z Leicester Tigers i Munster zadebiutował w kończącym wyprawę testmeczu z Francją.
Wyróżnił się w otwierającym sezon 2011 niespodziewanie przegranym meczu z Samoa, a podczas pierwszego od dziesięciu lat triumfu w Pucharze Trzech Narodów zaliczył swój pierwszy występ w podstawowej piętnastce. Znalazł się następnie w trzydziestoosobowym składzie na Puchar Świata w Rugby 2011, gdzie zagrał w czterech meczach, w tym w wygranym z Walią pojedynku o brązowy medal. Przeciwko Walijczykom wystąpił jeszcze podczas jesiennego zwycięskiego minitournée, które obejmowało także mecz z Barbarians. W kolejnym roku zagrał w dwunastu z piętnastu meczów Wallabies, z rewanżowego spotkania ze Springboks w ramach The Rugby Championship 2012 podobnie jak dwa lata wcześniej wyeliminowała go kontuzja, a następnie został zawieszony za uderzenie Richiego McCaw w zremisowanym pojedynku z All Blacks, po zakończeniu dwumeczowej kary dołączył jednak do zespołu na dwa ostatnie spotkania Wallabies w Europie.
Z powodu serii kontuzji ominął go cały reprezentacyjny sezon 2013, powrócił jednak do kadry w czerwcu 2014 roku. Zagrał w jednym z serii testmeczów z Francją i pozostał w składzie na The Rugby Championship 2014, choć spotkania z reguły oglądał z ławki rezerwowych, uważany był bowiem przez Ewena McKenzie za zawodnika mającego dać dodatkowy impuls pod koniec meczu. W wyjściowym składzie po raz pierwszy od 2012 roku znalazł się w spotkaniu z Argentyną, co uczcił trzecim w reprezentacyjnej karierze przyłożeniem. Nowy selekcjoner, Michael Cheika, wymienił go w grupie zawodników na listopadowe tournée, Higginbotham zagrał jedynie w towarzyskim spotkaniu z Barbarians, po którym powrócił do Australii z powodu kontuzji.
Po ogłoszonym przez ówczesnego kapitana reprezentacji Bena Mowena wyjeździe do Europy rozgorzała walka o zwolnione przez niego miejsce, a najgroźniejszymi konkurentami Higginbothama do niej byli Wycliff Palu, Ben McCalman i Jake Schatz.

## Osiągnięcia
- Puchar świata w rugby – 3. miejsce: 2011
- Puchar Trzech Narodów – zwycięstwo: 2011
- Super Rugby – zwycięstwo: 2011

## Varia
- Z uwagi na pracę ojca, Petera, we wczesnym dzieciństwie często się przeprowadzał – rodzina mieszkała w Londynie, Hongkongu, Singapurze i Brisbane[6].
- Jego matka, Jocelyn, urodziła się na Fidżi i z tego powodu mógł zostać powołany do fidżyjskiej reprezentacji[80][81].